# Circondario del Regno d'Italia

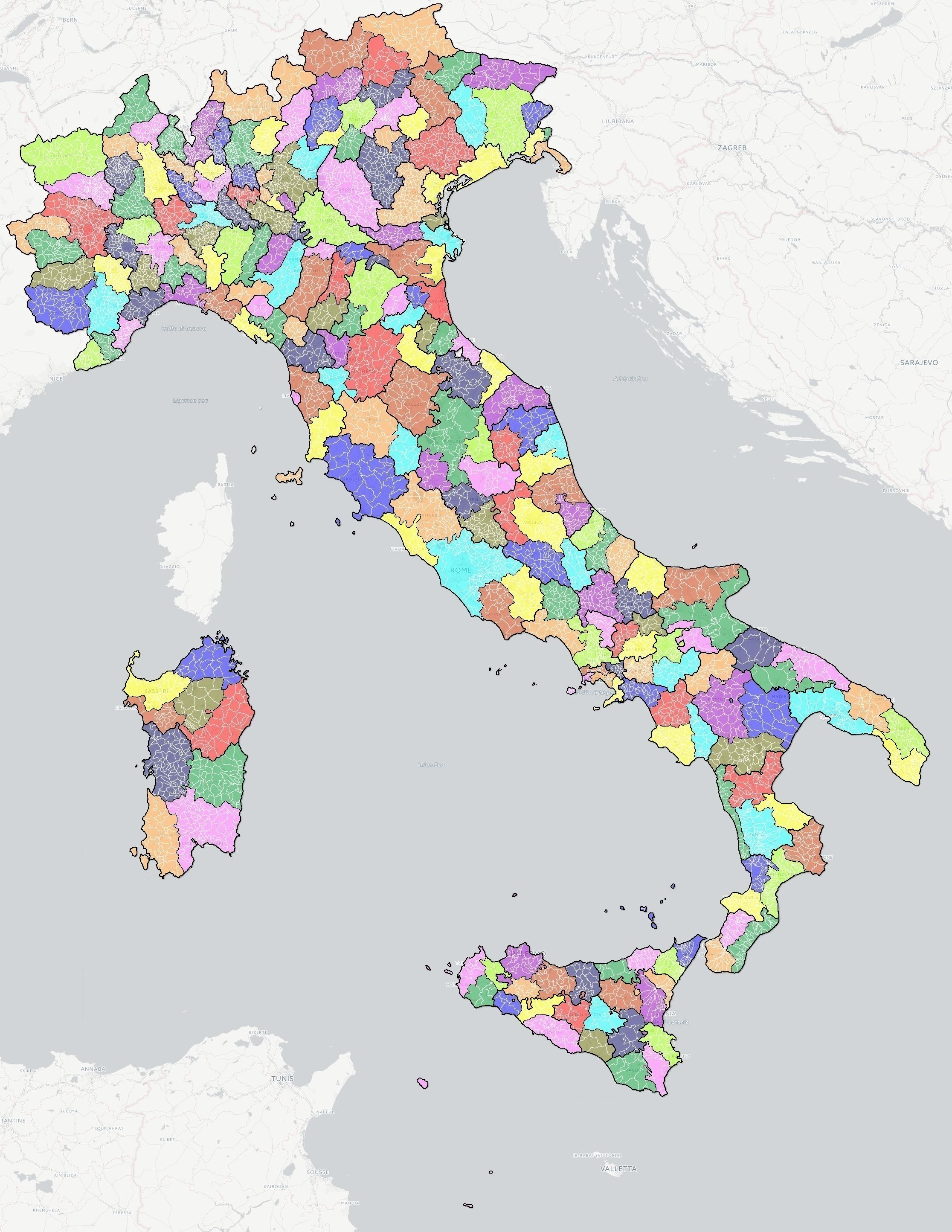
Circondari del Regno d'Italia sui confini statali attuali.

Il circondario del Regno d'Italia era una suddivisione amministrativa del Regno d'Italia intermedia tra la provincia e il mandamento.
Fu istituito nel 1859 con la legge Rattazzi, come nuova denominazione della "provincia" del Regno di Sardegna, che corrispondeva all'arrondissement francese. In seguito alla graduale annessione allo stato sabaudo degli altri territori della penisola, l'istituto del circondario fu esteso alle nuove province, sostituendo, nello specifico, l'istituto del distretto del Regno delle Due Sicilie. I circondari vennero soppressi nel 1927.
Le città capoluogo dei circondari erano sede di sottoprefettura, tribunale ordinario, catasto ed uffici finanziari. Il circondario era a sua volta suddiviso in mandamenti.

## Cronologia

### Circondari al 1919
La suddivisione amministrativa del territorio nazionale italiano in 69 province e circondari all'inizio della prima guerra mondiale (1914), era la seguente:

#### Circondari istituiti nel 1859
I seguenti circondari vennero istituiti nel 1859, in seguito all'annessione della Lombardia dal Regno Lombardo-Veneto al Regno di Sardegna, e alla conseguente riorganizzazione amministrativa di quest'ultimo:
- Provincia di Alessandria
  - Alessandria
  - Acqui
  - Asti
  - Casale
  - Novi
  - Tortona
- Provincia di Annecy
  - Annecy
  - Chiablese
  - Faucigny
- Provincia di Bergamo
  - Bergamo
  - Treviglio
  - Clusone
- Provincia di Brescia
  - Brescia
  - Chiari
  - Breno
  - Salò
  - Castiglione
  - Verolanuova
- Provincia di Cagliari
  - Cagliari
  - Iglesias
  - Lanusei
  - Oristano
- Provincia di Ciamberì
  - Ciamberì
  - Alta Savoja
  - Moriana
  - Tarantasia
- Provincia di Como
  - Como
  - Varese
  - Lecco
- Provincia di Cremona
  - Cremona
  - Crema
  - Casalmaggiore
- Provincia di Cuneo
  - Cuneo
  - Alba
  - Mondovì
  - Saluzzo
- Provincia di Genova
  - Genova
  - Albenga
  - Chiavari
  - Levante
  - Savona
- Provincia di Milano
  - Milano
  - Lodi
  - Monza
  - Gallarate
  - Abbiategrasso
- Provincia di Nizza
  - Nizza
  - Porto Maurizio
  - San Remo
- Provincia di Novara
  - Novara
  - Biella
  - Ossola
  - Pallanza
  - Valsesia
  - Vercelli
- Provincia di Pavia
  - Pavia
  - Bobbio
  - Lomellina
  - Voghera
- Provincia di Sassari
  - Sassari
  - Alghero
  - Nuoro
  - Ozieri
  - Tempio
- Provincia di Sondrio
  - Sondrio
- Provincia di Torino
  - Torino
  - Aosta
  - Ivrea
  - Pinerolo
  - Susa

#### Annessioni del 1860
Dal Granducato di Toscana
- Provincia di Arezzo
  - Arezzo
- Provincia di Firenze
  - Firenze
  - Pistoia
  - Rocca San Casciano
  - San Miniato
- Provincia di Grosseto
  - Grosseto
- Provincia di Livorno
  - Livorno
  - Isola d'Elba
- Provincia di Lucca
  - Lucca
- Provincia di Pisa
  - Pisa
  - Volterra
- Provincia di Siena
  - Siena
  - Montepulciano

Dal Ducato di Modena e Reggio e dal Ducato di Parma e Piacenza
- Provincia di Massa-Carrara
  - Massa
  - Castelnuovo di Garfagnana
  - Pontremoli
- Provincia di Parma
  - Parma
  - Borgo San Donnino[4]
  - Borgo Taro[5]
- Provincia di Piacenza
  - Piacenza
  - Fiorenzuola d'Arda
- Provincia di Modena
  - Modena
  - Mirandola
  - Pavullo nel Frignano
- Provincia di Reggio nell'Emilia
  - Reggio nell'Emilia
  - Guastalla

Dallo Stato Pontificio
- Provincia di Bologna
  - Bologna
  - Imola
  - Vergato
- Provincia di Ferrara
  - Ferrara
  - Cento
  - Comacchio
- Provincia di Forlì
  - Forlì
  - Cesena
  - Rimini
- Provincia di Ravenna
  - Ravenna
  - Faenza
  - Lugo
- Provincia di Macerata
  - Macerata
  - Camerino
- Provincia di Ancona
  - Ancona
- Provincia di Ascoli Piceno
  - Ascoli Piceno
  - Fermo
- Provincia di Pesaro e Urbino
  - Pesaro
  - Urbino
- Provincia dell'Umbria
  - Perugia
  - Foligno
  - Orvieto
  - Rieti
  - Spoleto
  - Terni

Dal Regno delle Due Sicilie
- Provincia di Aquila degli Abruzzi
  - Aquila degli Abruzzi
  - Avezzano
  - Cittaducale
  - Sulmona
- Provincia di Chieti
  - Chieti
  - Lanciano
  - Vasto
- Provincia di Teramo
  - Teramo
  - Penne
- Provincia di Campobasso
  - Campobasso
  - Isernia
  - Larino
- Provincia di Napoli
  - Napoli
  - Casoria
  - Castellammare di Stabia
  - Pozzuoli
- Provincia di Avellino
  - Avellino
  - Ariano di Puglia[6]
  - Sant'Angelo dei Lombardi
- Provincia di Benevento
  - Benevento
  - Cerreto Sannita
  - San Bartolomeo in Galdo
- Provincia di Salerno
  - Salerno
  - Campagna
  - Sala Consilina
  - Vallo della Lucania
- Provincia di Terra di Lavoro
  - Caserta
  - Gaeta
  - Piedimonte d'Alife[7]
  - Sora
  - Nola
- Provincia di Bari delle Puglie
  - Bari delle Puglie
  - Altamura
  - Barletta
- Provincia di Foggia
  - Foggia
  - Bovino
  - San Severo
- Provincia di Lecce
  - Lecce
  - Brindisi
  - Gallipoli
  - Taranto
- Provincia di Potenza
  - Potenza
  - Lagonegro
  - Matera
  - Melfi
- Provincia di Catanzaro
  - Catanzaro
  - Cotrone[8]
  - Monteleone di Calabria[9]
  - Nicastro[10]
- Provincia di Cosenza
  - Cosenza
  - Castrovillari
  - Paola
  - Rossano
- Provincia di Reggio di Calabria
  - Reggio di Calabria
  - Gerace
  - Palmi
- Provincia di Palermo
  - Palermo
  - Cefalù
  - Corleone
  - Termini Imerese
- Provincia di Catania
  - Catania
  - Acireale
  - Caltagirone
  - Nicosia
- Provincia di Messina
  - Castroreale
  - Messina
  - Mistretta
  - Patti
- Provincia di Girgenti
  - Girgenti[11]
  - Bivona
  - Sciacca
- Provincia di Caltanissetta
  - Caltanissetta
  - Piazza Armerina
  - Terranova di Sicilia[12]
- Provincia di Siracusa
  - Siracusa
  - Modica
  - Noto
- Provincia di Trapani
  - Trapani
  - Alcamo
  - Mazara del Vallo

#### Annessioni del 1866
- Provincia di Mantova
  - Non previsti[13]
- Provincia di Belluno
  - Belluno
  - Feltre
  - Pieve di Cadore
- Provincia di Udine[14]
  - Udine
  - Cividale del Friuli
  - Pordenone
  - Tolmezzo
- Provincia di Padova
  - Non previsti[15][16]
- Provincia di Rovigo
  - Rovigo
  - Adria
- Provincia di Treviso
  - Non previsti[15][17]
- Provincia di Venezia
  - Venezia
  - Chioggia
- Provincia di Verona
  - Non previsti[15][18]
- Provincia di Vicenza
  - Vicenza
  - Asiago

#### Annessioni del 1870
- Provincia di Roma[19]
  - Roma
  - Civitavecchia
  - Frosinone
  - Velletri
  - Viterbo

### Annessioni e variazioni dal 1920
I territori annessi dopo la vittoria nella Grande Guerra furono dapprima mantenuti nei loro ordinamenti asburgici, salvo pure ridenominazioni lessicali, dai governi liberali. In tali zone, quindi, i circondari furono creati solo nel 1923 quando, dopo la marcia su Roma, il governo fascista volle uniformare l'amministrazione locale di queste zone a quella del resto del Regno. In seguito al Regio Decreto 30 dicembre 1923, n. 2839, poi, il governo si riservò il potere di intervenire in materia semplicemente tramite propri decreti.

#### Creazioni del 1923
- Provincia dell'Istria[21]
  - Capodistria
  - Parenzo
  - Pisino
  - Pola
  - Lussino
  - Volosca-Abbazia[22]
- Provincia di Trento[23]
  - Bolzano
  - Borgo
  - Bressanone
  - Cavalese
  - Cles
  - Merano
  - Riva
  - Rovereto
  - Tione
  - Trento
- Provincia di Trieste[21]
  - Trieste
  - Postumia
- Provincia di Zara
  - Zara[24]
- Provincia del Friuli[14][21][25]
  - Tolmino[26][27]
  - Gorizia
  - Gradisca

#### Soppressioni del 1923
- Circondario di Bobbio, diviso fra i circondari di Genova, di Piacenza e di Voghera[28]
- Circondario di Fiorenzuola d'Arda, aggregato al circondario di Piacenza[29]
- Circondario di Tolmino, diviso fra i circondari di Cividale di Friuli e di Gorizia, e il nuovo circondario di Idria[30]

#### Annessioni del 1924
- Provincia del Carnaro[31]
  - Fiume
  - Volosca-Abbazia[22]

#### Variazioni del 1925
- Provincia di Livorno
  - Costituzione del circondario di Piombino[32]
- Provincia di Piacenza
  - Ricostituzione del circondario di Bobbio[33]
- Provincia di Pisa
  - Costituzione del circondario di San Miniato[34]
- Provincia di Firenze
  - Costituzione del circondario di Prato[35]

#### Variazioni del 1926
- Provincia di Siracusa
  - Costituzione del nuovo circondario di Ragusa[36]
- Soppressione di 94 circondari e ricostituzione del circondario di Tolmino[37]